# Trawnewe
Trawnewe (ukr.  Травневе) – wieś na Ukrainie, w rejonie młynowskim obwodu rówieńskiego.
W 2001 roku liczyła 27 mieszkańców.